# РБ-2
РБ-2 — проект реактивного фронтового бомбардировщика, разработанный в конце 1940-х годов интернированными специалистами из Германии под руководством Брунольфа Бааде. Реализован не был, однако послужил основой для дальнего бомбардировщика «150», разработанного в том же ОКБ-1 несколько позже.

## История разработки
В начале 1948 года (точная дата неизвестна) немецкими специалистами из ОКБ-1 под руководством конструктора фирмы «Юнкерс» Б.Бааде было начато эскизное проектирование нового проекта бомбардировщика ближнего радиуса действия. В процессе проектирования руководителем обоих немецких коллективов, ОКБ-1 и ОКБ-2, был назначен советский конструктор Семён Алексеев, ранее разработавший ряд оригинальных образцов авиатехники. Он наладил взаимодействие немецких конструкторов и советской стороны, а так же привлек ряд молодых советских инженеров.
К июлю 1948 года аванпроект был готов и представлен Михаилу Хруничеву, министру авиационной промышленности. 24 августа 1948 года проект представлен государственной комиссии, вынесшей ряд критических замечаний, в частности, об отсутствии заключения ЦАГИ по профилю крыла. Тем не менее, ровно спустя месяц, 24 сентября 1948 года проект был представлен в ГК НИИ ВВС, где получил одобрительную оценку, впрочем, с рядом замечаний, выделенных в отдельный протокол. К 5 октября Завод № 1 в Подберезье построил полномасштабный макет носовой и хвостовой частей РБ-2 и представил ГК НИИ ВВС, однако через некоторое время ОКБ-1 получило задание на бомбардировщик большей дальности, и недостроенный макет самолета целиком впоследствии был перестроен в макет бомбардировщика «150».
Тем не менее, конструкция будущего бомбардировщика «150» повторяла РБ-2 в ряде деталей: двигатели на подкрыльевых пилонах, конструкция передней части самолёта. Таким образом, несмотря на закрытие, проект РБ-2 не остался невостребованным.

## Описание конструкции
РБ-2 представлял собой высокоплан с крылом большой стреловидности (38 градусов). Фюзеляж — цельнометаллический, в целом цилиндрического сечения. Передняя гермокабина имела панорамное остекление, а так же бронирование в пределах 15 мм. Хвостовая была защищена бронестеклом толщиной 120 мм. Два двигателя (АМРД-02 Микулина или ТР-3 Люльки) были расположены в пилонах впереди-снизу крыла. В отличие от «150», система управления была классической, состоя из бустеров.
Передняя кромка крыла была оборудована системой обогрева, предотвращавшей обледенение. Шасси — велосипедное.

## Оборудование
Авионика включала в себя приёмопередатчики РСИ-10 и РСБ-5, связь внутри самолёта обеспечивалась интеркомом СПУ-5. Кроме того, самолёт предполагалось оборудовать РЛС панорамного обзора «Рым-С», а так же радиовысотомером РВ-2 и КГС СП-50 «Материк».

## Вооружение
Вооружение самолёта должно было состоять из пяти пушек НС-23. Верхняя турель ВДБ-8 имела две НС-23, имела дистанционное управление, обеспечивала защиту в верхней полусфере, и располагалась за верхним остеклением передней гермокабины. Кормовая турель КДБ-2А так же имела две НС-23, её управление осуществлялось дистанционно из кормовой гермокабины, бронированной 120 мм бронестеклом. Кроме того, ещё одна НС-23 была размещена неподвижно в носовой части, для стрельбы по направлению движения.
Бомбовая нагрузка могла варьироваться и достигать 1500 кг.